# Simulium ethelae
Simulium ethelae är en tvåvingeart som beskrevs av Dalmat 1950. Simulium ethelae ingår i släktet Simulium och familjen knott.
Artens utbredningsområde är Arizona. Inga underarter finns listade i Catalogue of Life.